# Monsieur (film 1911)
Monsieur è un cortometraggio muto del 1911. Il nome del regista non viene riportato nei credit del film che, prodotto dalla Edison, fu interpretato da Marc McDermott, Miriam Nesbitt, Robert Conness e Nancy Avril.

## Produzione
Il film fu prodotto dalla Edison Manufacturing Company.

## Distribuzione
Distribuito dalla General Film Company, il film - un cortometraggio in una bobina - uscì nelle sale cinematografiche USA il 4 aprile 1911.